# Waldecker Gefilde
Die Waldecker Gefilde sind eine zum Westhessischen Berg- und Senkenland zählende naturräumliche Haupteinheit im nördlichen Teil des nordhessischen Landkreises Waldeck-Frankenberg und im nordwestlich angrenzenden äußersten Nordosten des Hochsauerlandkreises in Westfalen.
Die Gefilde liegen zwischen dem Ostsauerländer Gebirgsrand im Westen, dem Kellerwald im Süden und dem Waldecker Wald im Osten. Sie reichen im Norden bis an die Diemel bei Marsberg und im Südosten bei Waldeck bis kurz vor die Eder. Zentraler Ort ist die Stadt Korbach.
Die im Gegensatz zu den im Westen und Osten angrenzenden Höhenzügen kaum bewaldete Hochfläche ist geologisch von Zechstein und Unterem Buntsandstein geprägt. Aufgrund der Lage an der Leeseite des Rothaargebirges sind die Niederschläge auffallend gering.

## Naturräumliche Gliederung
Die Waldecker Gefilde gliedern sich laut Die naturräumlichen Einheiten auf Blatt 111 Arolsen (Martin Bürgener 1963) wie folgt:
(Flächen in Klammern, bei ganz in Hessen gelegenen Teilen per Umweltatlas des HLNUG, basierend auf Die Naturräume Hessens, Otto Klausing 1988; in eckigen Klammern: Ziffer in ebendem)
- 3401 Waldecker Gefilde
  - 3401.0 #Das Rote Land [= 340.00] (111 km²)[4]
    - 3401.00 [= 340.000] #Obermarsberger Hochfläche (43,53 km² in Hessen)
    - 3401.01 [= 340.001] #Rotenlandsgrund (8,40 km² in Hessen)

  - 3401.1 [= 340.01] #Korbacher Land (174 km²)
    - 3401.10 [= 340.010] #Berndorfer Grund (15,72 km²)
    - 3401.11 [= 340.011] #Korbacher Ebene (56,20 km²)
    - 3401.12 [= 340.012] #Goddelsheimer Feld (22,26 km²)
    - 3401.13 [= 340.013] #Sachsenhäuser Hügelland (79,78 km²)

Die geänderten Ziffern im Umweltatlas Hessen gründen darauf, dass Klausing die tiefergestellten Zahlen zur Unterscheidung der Haupteinheiten Waldecker Tafel und Waldecker Wald vermeiden wollte. Hierdurch wird allerdings suggeriert, es handele sich um einander sehr ähnliche Landschaften.

### Ursprüngliche Zuordnung
Im Handbuch der naturräumlichen Gliederung Deutschlands hatte die Bundesanstalt für Landeskunde unter Leitung von Emil Meynen und Josef Schmithüsen Mitte der 1950er Jahre zunächst die Waldecker Gefilde mit der südwestlich gelegenen Medebacher Bucht und anderen Landschaften am Ostabfall des Rothaargebirges unter dem Namen Waldecker Hochland zu einer (vorläufigen) Haupteinheit zusammengefasst.
Diese Gliederung wurde in den folgenden Jahren durch die Bildung der neuen Haupteinheit Ostsauerländer Gebirgsrand des westlich benachbarten Süderberglandes (Haupteinheitengruppe 33) revidiert, wobei nur der (nord-)östliche, nicht mehr zum Rheinischen Schiefergebirge gehörige Teil als Waldecker Gefilde verblieb. Da es aufgrund anderer, zeitgleicher Änderungen in der naturräumlichen Ordnung (Bildung der Haupteinheit Ostwaldecker Randsenken) nunmehr 11 Haupteinheiten in der Haupteinheitengruppe 34 gab, wurden die Waldecker Gefilde unter der Kennziffer 340 mit der östlich angrenzenden Haupteinheit Waldecker Wald zur Über-Haupteinheit Waldecker Tafel zusammengefasst und die beiden Haupteinheiten durch nachfolgende, tiefergestellte Ziffern voneinander abgegrenzt.

### Das Rote Land
Das Rote Land, das den Norden der Waldecker Gefilde einnimmt, ist eine wellige, ackerbaulich genutzte Hochfläche auf einem Schollengefüge von Zechstein und Unterem Buntsandstein im Osten der Stadt Marsberg (Hochsauerlandkreises, NRW) und im Nordwesten des Landkreises Waldeck-Frankenberg (Hessen). Es entwässert über die Glinde und die Orpe nach Norden zur Diemel.

#### Obermarsberger Hochfläche
Die Obermarsberger Hochfläche nimmt den Westen und die Mitte des Roten Landes südöstlich Obermarsbergs ein und dabei den Großteil seiner Fläche. Es umfasst das Einzugsgebiet der Glinde bis kurz vor deren Mündung in die Diemel in Marsberg und im (östlichen) Süden jenes des Oberlaufes der Orpe. Westlich grenzt es an die Adorfer Bucht und das Diemelbergland – beides Teile des Ostsauerländer Gebirgsrandes – in schroffem Abfall der Landschaft zu den Tälern von Rhene und Diemel, während der Abfall nach Osten sanft stattfindet.
Auf der Hochfläche liegt in etwa die (Süd-)Osthälfte des Stadtgebietes von Marsberg mit Obermarsberg, Erlinghausen, Canstein, Heddinghausen, Leitmar, Borntosten und Giershagen; ferner der äußerste Westen von Diemelstadt mit Hesperinghausen und Helmighausen, der äußerste Nordwesten von Twistetal mit Gembeck sowie der äußerste Nordosten von Diemelsee mit Vasbeck.

#### Rotenlandsgrund
Der Rotenlandsgrund im Osten des Roten Landes ist eine schmale Ausraumsenke der Orpe im Unteren Buntsandstein in unmittelbarem westlichen Anschluss an den Orpewald, dem Nordteil des Waldecker Waldes, bei Udorf (Ortsteil von Marsberg), Kohlgrund (äußerster Nordwesten der Gemarkung Bad Arolsens) und Neudorf (Südwesten der Diemelstädter Gemarkung).

### Korbacher Land
Das ganz im nordhessischen Waldeck gelegene Korbacher Land nimmt den Süden der Waldecker Gefilde ein. Die bördeähnliche Zechstein- und Sandsteinhochfläche wird von Kellerwald (im Süden), Ostsauerländer Gebirgsrand (Westen) und Waldecker Wald (Osten) eingesäumt und entwässert überwiegend nach Süden zur Eder, zu kleinen Teilen im Norden auch über die Twiste zur Diemel.

#### Berndorfer Grund
Der Berndorfer Grund an den Oberläufen von Twiste bei Berndorf und Mühlhäuserbach bei Mühlhausen, beide Gemeinde Twistetal, ist der am niedrigsten gelegene und klimatisch mildeste Teil des Korbacher Landes, dessen Norden er einnimmt. Anders als die anderen Teillandschaften entwässert er zur Diemel und nicht nach Süden zur Eder.

#### Korbacher Ebene
Die Korbacher Ebene im Westen des Korbacher Landes um die Stadt Korbach umfasst in der Hauptsache das Einzugsgebiet des Edersee-Zuflusses Itter nebst seiner linken, deutlich längeren Zuflüsse Marbeck und Kuhbach, bevor die Vereinigung der Quellarme nach Süden in den Kellerwald eintritt. Nach Westen stößt die Ebene an das zum Ostsauerländer Gebirgsrand gehörige Grafschafter Bergland, wo sich die Quellen der beiden Itter-Nebenflüsse wie auch die der Twiste befinden.
In der Korbacher Ebene liegen die Korbacher Ortsteile Lelbach, Lengefeld, Nordenbeck sowie Ober- und Nieder-Ense. Östlich der letztgenannten Orte liegen, im Südosten der Ebene, die Vöhler Ortsteile Dorfitter und Obernburg, ferner liegt im äußersten Südwesten der Landschaft Immighausen, Gemeinde Lichtenfels.

#### Goddelsheimer Feld
Das dreiseitig von Schiefergebirgsland umsäumte Goddelsheimer Feld um Goddelsheim (Gemeinde Lichtenfels) nimmt den äußersten Südwesten des Korbacher Landes ein und beinhaltet in der Hauptsache das Einzugsgebiet des Oberlaufes des Heimbachs, eines linken Orke-Zuflusses. Das Kalkplateau setzt sich durch eine bis 80 m hohe Verwerfungsstufe zwischen Nordenbeck und Immighausen, an der sich auch die Quelle der Itter befindet, nach Osten deutlich von der Korbacher Ebene ab. Südlich Immighausens und östlich davon trennt es in einer schmalen Zunge die Ebene vom sich südlich anschließenden, nordwestlichen Kellerwald mit der 490 m hohen Höhnscheid.
Nach Westen und Südwesten geht die Landschaft fast fließend in die Waldstruth über, nach Norden stellt der Eschenberg-Eisenberg-Rücken mit dem 562 m hohen Eisenberg eine deutliche Barriere dar. Der genannte Rücken ist Teil des Grafschafter Berglandes, das, wie auch die Waldstruth, zum Ostsauerländer Gebirgsrand gezählt wird.

#### Sachsenhäuser Hügelland
Das Sachsenhäuser Hügelland im zentralen und östlichen Korbacher Land bei Sachsenhausen ist das Saumland des Kellerwaldes nördlich des Edersees, das nach Nordosten bis an den Buntsandsteinrücken des Waldecker Waldes stößt. Tiefgründige, schwere Lehmböden liegen auf Zechstein und Unterem Buntsandstein. Über die Flüsse Aselbach, Werbe und Reiherbach wird die Landschaft nach Süden hin zum Edersee entwässert.
Im Südwesten des Hügellandes liegt Marienhagen, am Aselbach Vöhl und an dessen linken Asel-Nebenbach Basdorf (alle Gemeinde Vöhl) – jeweils an oder nah der südlichen Nahtstelle zum Kellerwald. Nördlich davon liegen Strothe (am Quelllauf der Werbe) und Meineringhausen (am rechten und damit westlichen Nebenfluss Walme), die beiden östlichsten Ortsteile Korbachs.
Die Mitte und der Osten der Landschaft mit Alraft, Ober- und Nieder-Werbe (alle an der Werbe, letztgenannter Ort an Mündung bzw. südlicher Nahtstelle), Sachsenhausen (am rechten Reiherbach-Nebenfluss Klingebach) und Schloss Waldeck im äußersten Südosten liegt komplett im Stadtgebiet Waldecks.

## Berge
Die eher flachwellige Hügellandschaft der Waldecker Gefilde erreicht in seinen inneren Erhebungen zwar nicht die Höhen der unmittelbar benachbarten Berge des Ostsauerländer Gebirgsrandes (Eisenberg: 562 m) im Westen und des Kellerwaldes (Höhnscheid: 490 m) im Süden, wohl aber die des östlich benachbarten Waldecker Waldes.
Zu erwähnen wären:
- Koppelberg (430 m) – westliche Nahtstelle des Sachsenhäuser Hügellandes zur Korbacher Ebene östlich Obernburgs
- Warte (409 m) – Sachsenhäuser Hügelland westlich Sachsenhausen
- Platte (406 bzw., weiter südlich, 414 m) – Obermarsberger Hochfläche südlich Erlinghausens
- Klinger Berg (381 m) – Sachsenhäuser Hügelland südlich Sachsenhausens